# Skrydy
Skrydy (lit. Skridai; pol. hist. Skrzydy) – wieś na Litwie, w okręgu wileńskim, w rejonie wileńskim, w gminie Rzesza.

## Historia
W dwudziestoleciu międzywojennym trzy zaścianki leżące w Polsce, w województwie wileńskim, w powiecie wileńsko-trockim, w gminie Rzesza. W 1931 miejscowość liczyła:
- Skrydy I – 15 mieszkańców, zamieszkałych w 2 budynkach,
- Skrydy II – 12 mieszkańców, zamieszkałych w 2 budynkach,
- Skrydy III – 8 mieszkańców, zamieszkałych w 1 budynku[2].

Po II wojnie światowej w granicach Związku Sowieckiego. Od 1991 na niepodległej Litwie.